# T Zen
T Zen is een in aanleg zijnde netwerk van HOV-buslijnen op vrijliggende busbanen in de Franse regio Île-de-France. Het netwerk wordt beheerd door het Syndicat des transports d'Île-de-France (STIF), de vervoersautoriteit in Île-de-France.

## Belangrijke data

### Geschiedenis
- 7 oktober 2009: Bekendmaking van de naam T Zen door het STIF;
- Herfst 2009: Begin van de werkzaamheden aan lijn 1 (Corbeil-Senart)[1];
- 9 december 2009: Een bus van het type Créalis Neo, van de busbouwer Irisbus, wordt getoond aan journalisten en ambtenaren als mogelijke bus voor het T Zen netwerk[2];
- 22 september 2010: Jean-Paul Huchon, voorzitter van de regionale raad en het STIF, presenteert, bij een bezoek aan de bouwplaats van lijn 1, de lijnen van het toekomstige T Zen-netwerk. Hij noemt de volgende lijnen:
  - T Zen 1: Lieusaint (Senart) - Evry;
  - T Zen 2: Carre Senart - Melun;
  - T Zen 3: Porte de Pantin of Jules Ladoumègue - Livry-Gargan (via de RN 3);
  - T Zen 4: Corbeil-Essonnes - Evry - Grigny;
  - T Zen 5: Christ de Saclay - Massy;
  - T Zen 6: Garges-lès-Gonesse/Villiers-le-Bel - Villepinte.
- 4 oktober 2010: De financieringsovereenkomst voor de toekomstige T Zen lijnen 3 en 4 wordt getekend.[3];
- van 2 mei 2011 tot 11 juni 2011: volksraadpleging voor de voorgestelde lijn 3 (Parijs - Livry-Gargan)[4];
- 8 juni 2011: Presentatie van het definitieve T Zen-netwerk in de regio Île-de-France;

In vergelijking met de plannen die eerder genoemd werden door de voorzitter van de regionale raad Jean-Paul Huchon een paar maanden zijn de laatste twee lijnen geschrapt, nieuw is een project voor een lijn tussen Bibliothèque François Mitterrand en Les Ardoines en Choisy. Andere gebieden staan nu ook op de nominatielijst voor een of meerdere T Zen-lijnen 5, waarvan een aantal al voorzien waren in het mobilisatieplan van de regio Île-de-France. Het nu geplande netwerk ziet er als volgt uit:
- - T Zen 1: Lieusaint (Senart) - Evry;
  - T Zen 2: Carre Senart - Melun;
  - T Zen 3: Porte de Pantin of Jules Ladoumègue - Livry-Gargan (via de RN 3);
  - T Zen 4: Corbeil-Essonnes - Evry - Grigny;
  - T Zen 5: Bibliothèque François Mitterrand - Les Ardoines
- 4 juli 2011: Ingebruikname van lijn 1 (Lieusaint-Moissy - Evry);
- 6 juli 2011: Presentatie van lijn 5 als lijn tussen Bibliothèque François Mitterrand en Choisy-le-Roi;
- Herfst 2011: volksraadpleging voor de voorgestelde lijn 4 (Grigny-Corbeil);

### Geplande data
- Einde 2015: Verwachte ingebruikname van lijn 3 (Porte de Pantin - Livry-Gargan)[4];
- 2017: Verwachte ingebruikname van lijn 2 (Melun - Senart).

## Karakteristieken
T Zen wordt een netwerk van Hoogwaardig openbaar vervoer-lijnen op vrijliggende busbanen. De busbanen worden alleen door T Zen-lijnen gebruikt, gewone bussen moeten deze busbanen links laten liggen. De exploitanten worden gekozen door middel van een openbare aanbesteding, die worden georganiseerd door het Syndicat des transports d'Île-de-France (STIF), de vervoersautoriteit in Île-de-France. De RATP heeft tegen dit feit geprotesteerd, aangezien twee van de geplande lijnen (lijn 3 en 5) door Parijs lopen, een gebied waar de RATP tot ten minste 31 december 2024 een alleenrecht heeft op busvervoer.
Het besluit tot de bouw van een T Zen-lijn wordt genomen door het STIF, in overleg met de bestaande, bij Optile aangesloten, busbedrijven en de betrokken gemeenten. De lijnen kunnen, als de passagiersaantallen het toelaten, tot tramlijn verbouwd worden.
Alle T Zen lijnen beschikken over de eigenschappen die hieronder vermeld worden:

### Vrije busbaan
De T Zen lijnen hebben een eigen busbaan, die alleen door T Zen gebruikt wordt, en die later verbouwd kan worden tot tramlijn. Bovendien hebben de kruisingen met de gewone weg een systeem dat voorrang geeft aan T Zen. De gemiddelde afstand tussen de haltes  is 500 meter, en alle bussen stoppen systematisch bij alle haltes.

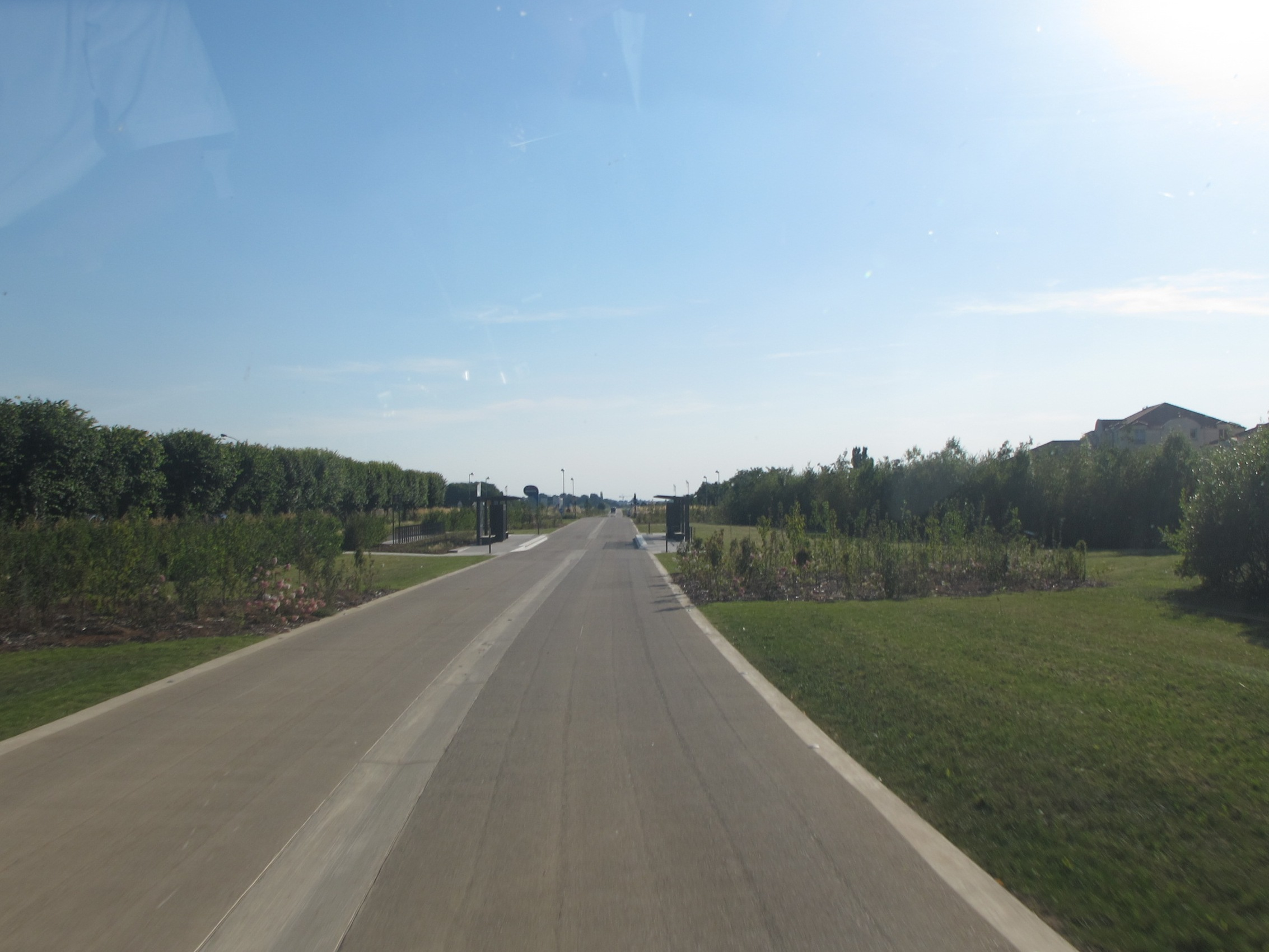
Vrije busbaan ter hoogte van Château de la Barrière.
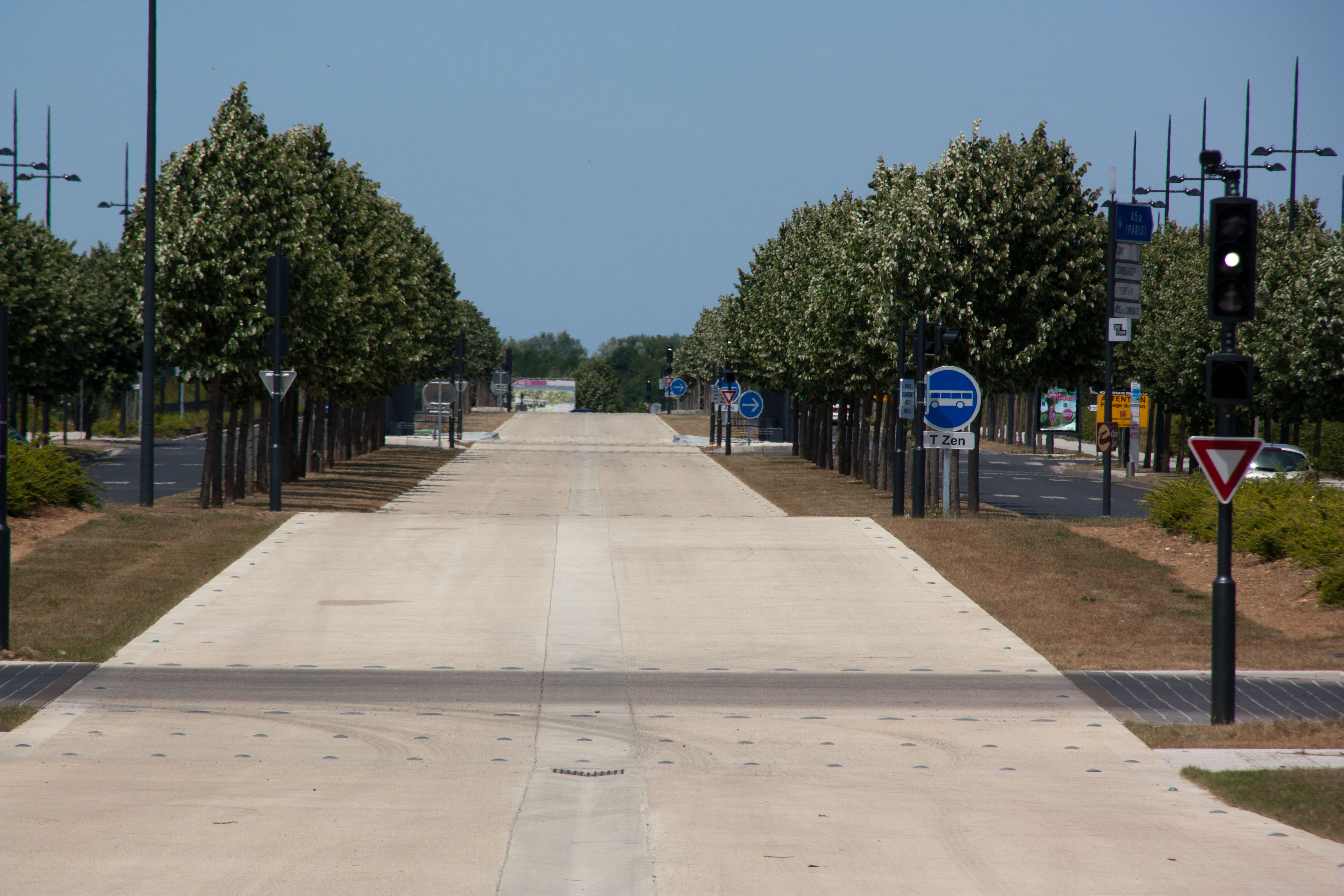
Vrije busbaan ter hoogte van Carré Trait-d'Union.
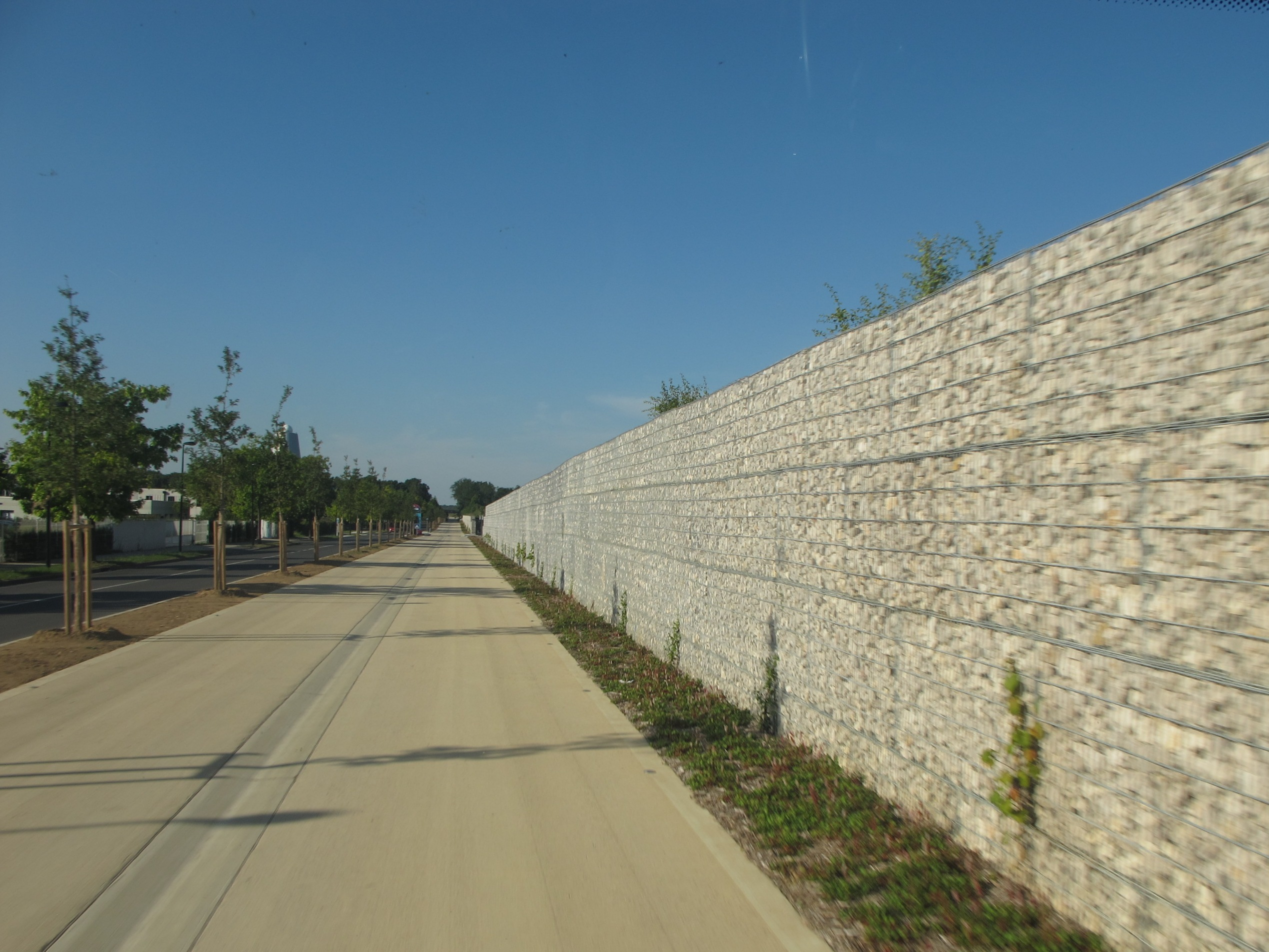
Vrije busbaan in Saint-Pierre-du-Perray.
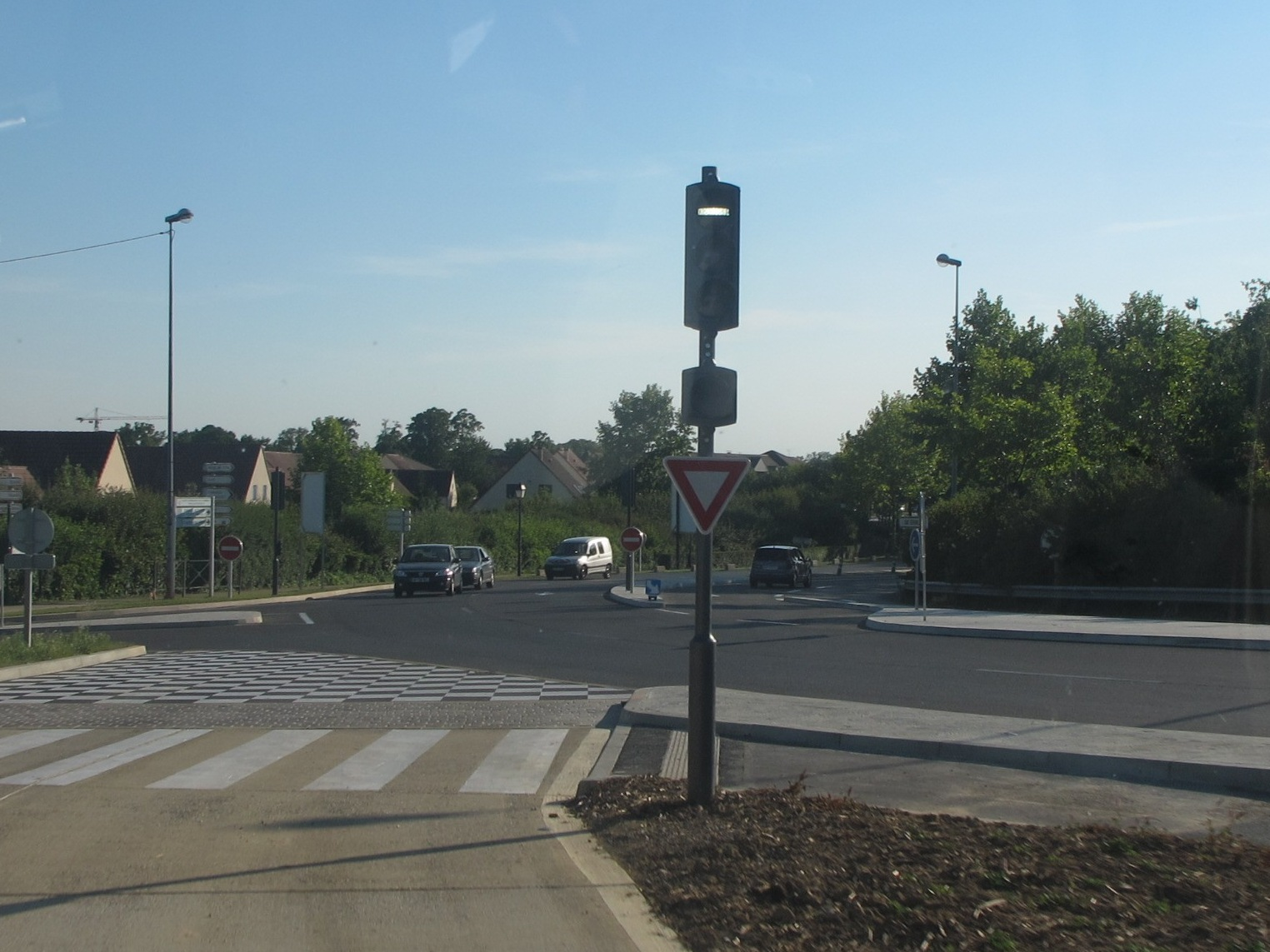
Einde van de vrije busbaan ter hoogte van Pointe Ringale.

### Haltes
De haltes zijn duidelijk zichtbaar. Ze zijn uitgerust met videobewaking, een overkapping en schermen met reizigersinformatie. Rond de haltes zijn bewaakte fietsstallingen gemaakt. De haltes liggen niet in een bocht, en zijn zo aangelegd dat lichamelijk gehandicapten makkelijk kunnen instappen, doordat de haltes geen drempels hebben en de voertuigen voorzien zijn van automatisch uitschuivende planken.

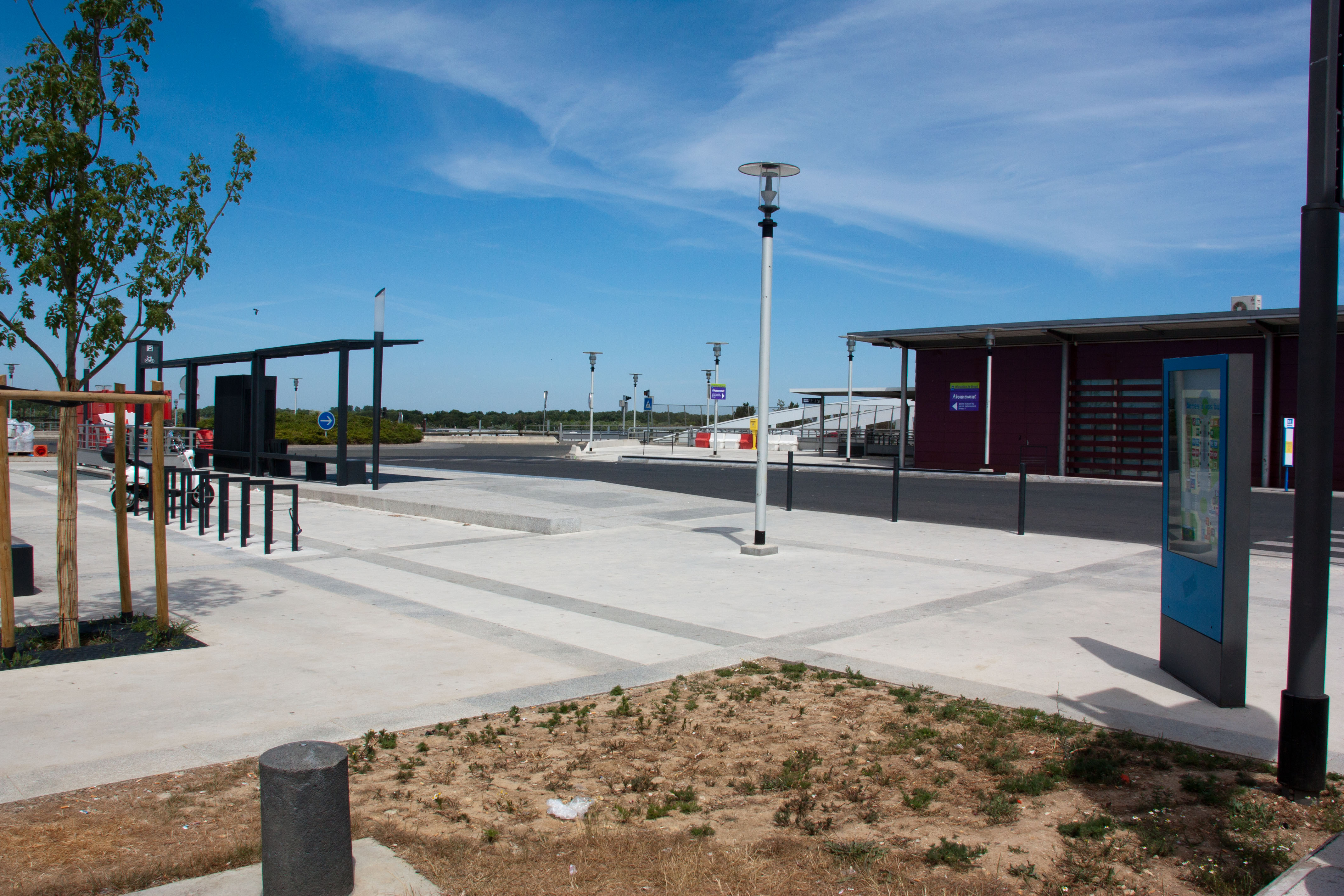
Halte Lieusaint - Moissy Gare RER.
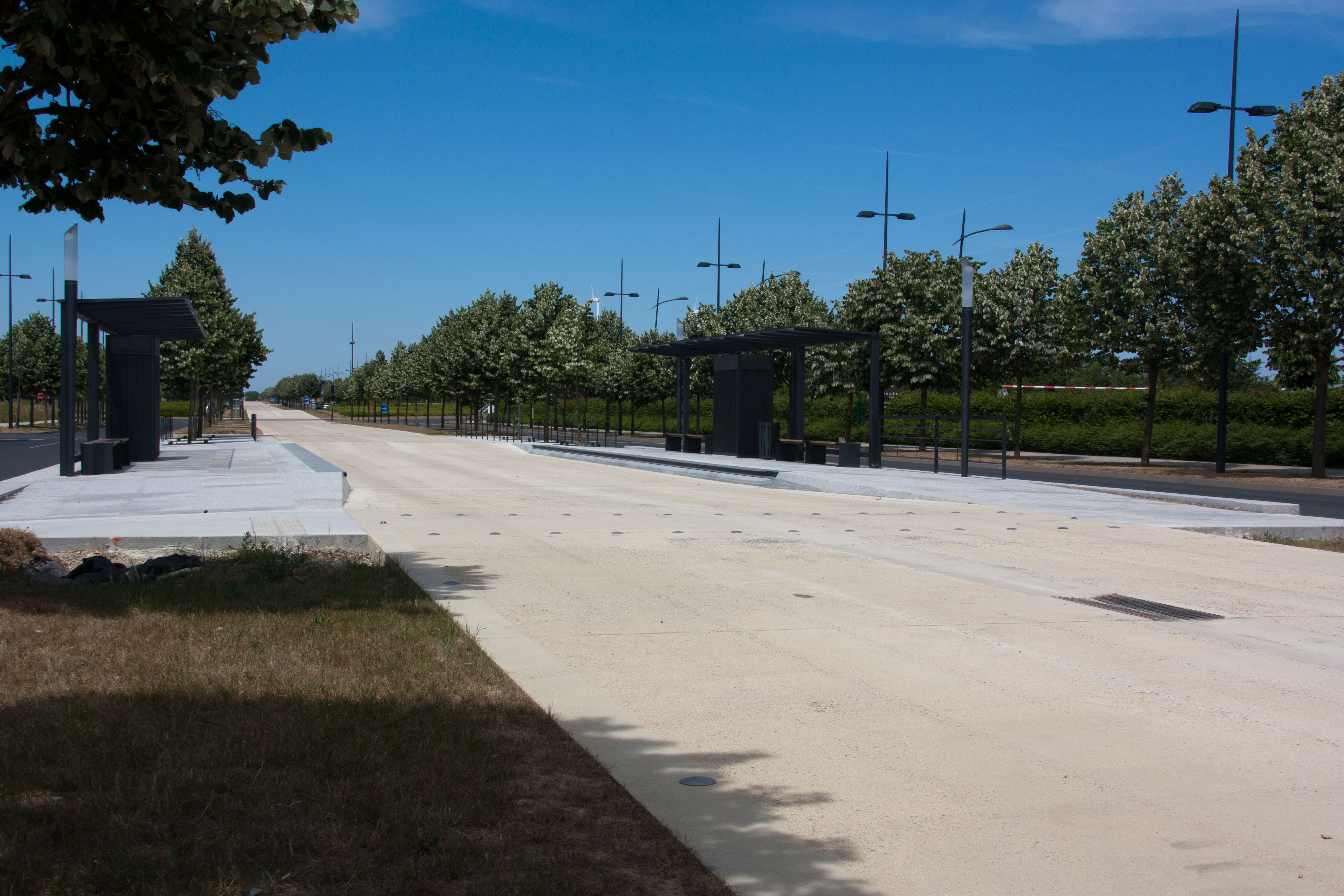
Halte Carré Trait-d'Union.
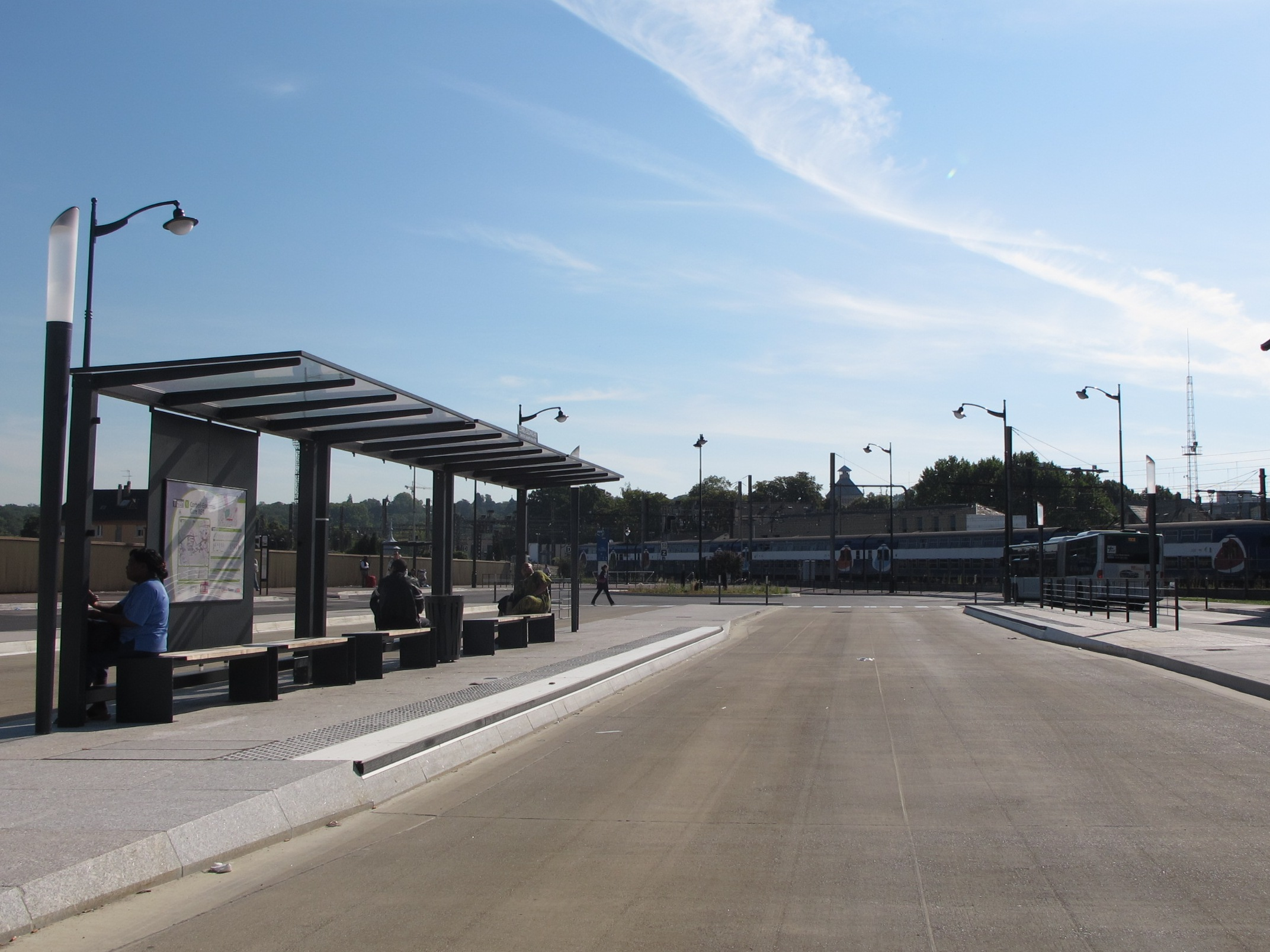
Halte Corbeil-Essonnes Gare RER.

### Materieel

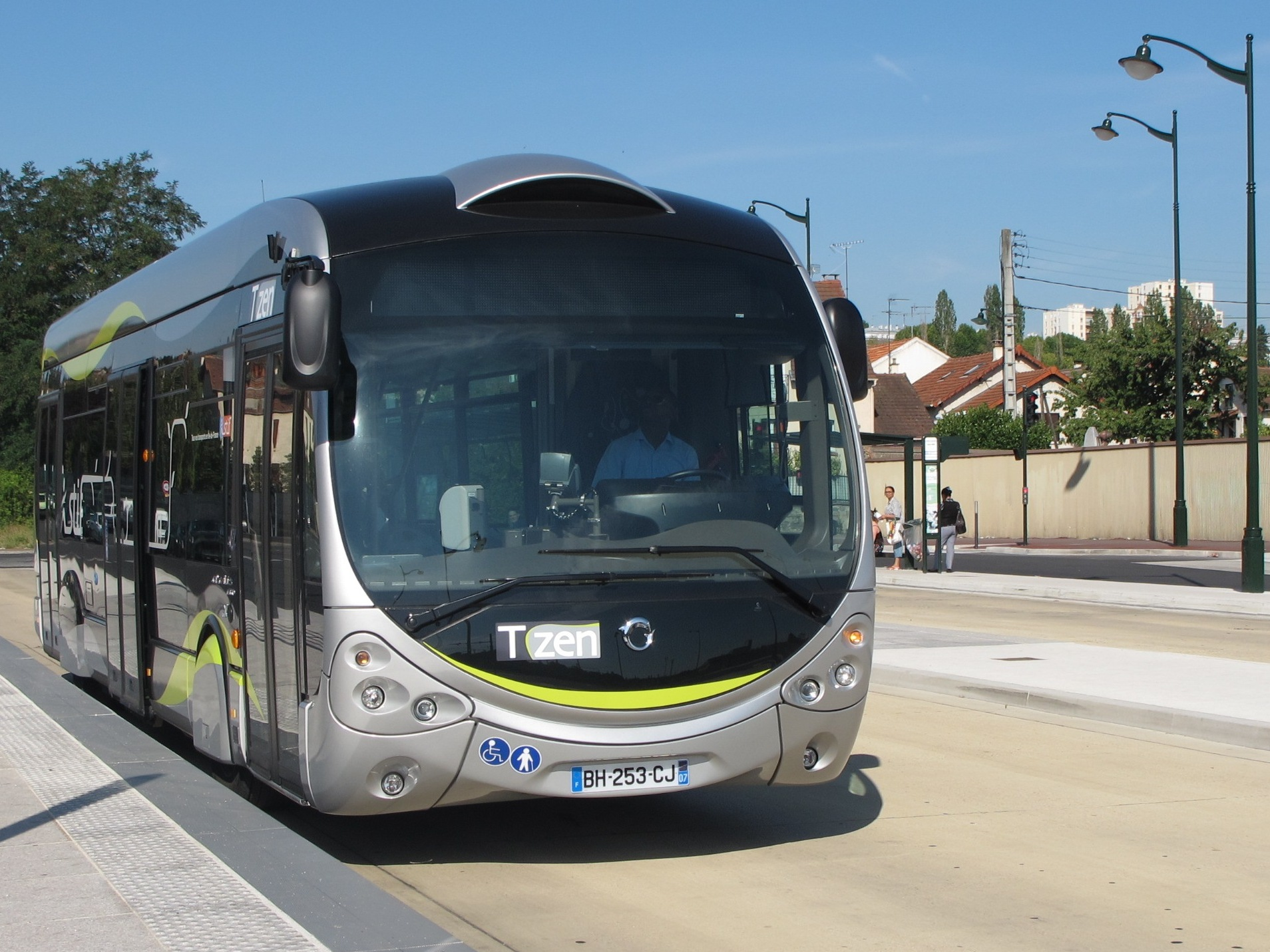
Een van de 13 Crealis Neo bussen van lijn 1

Het busmaterieel is conform de eisen die gesteld worden aan Hoogwaardig openbaar vervoer. De deuren openen automatisch bij elke halte, en de vloer van het materieel is verlaagd zodat een gelijkvloerse instap bij de haltes geboden kan worden. Bovendien is er in de bus veel bewegingsruimte voor een goede verdeling van de reizigers. De voertuigen beschikken over grote ramen, cameratoezicht en airconditioning. Ten slotte voldoen de bussen ook aan de EEV-milieunorm, de toekomstige Euro 6-norm, die naar verwachting in 2014 verplicht wordt.

### Reizigersinformatie
Op de haltes worden de reizigers door displays geïnformeerd over de wachttijd. Ook hebben de haltes een kaart van de lijn, een kaart van de buurt en een kaart van het regionale busnetwerk.
In de bussen zelf zijn er schermen die de volgende halte, de reistijd en de aansluitingen en wachttijden voor de eerstvolgende treinen op de langs de lijn liggende stations tonen.

## T Zen-lijnen

### In dienst

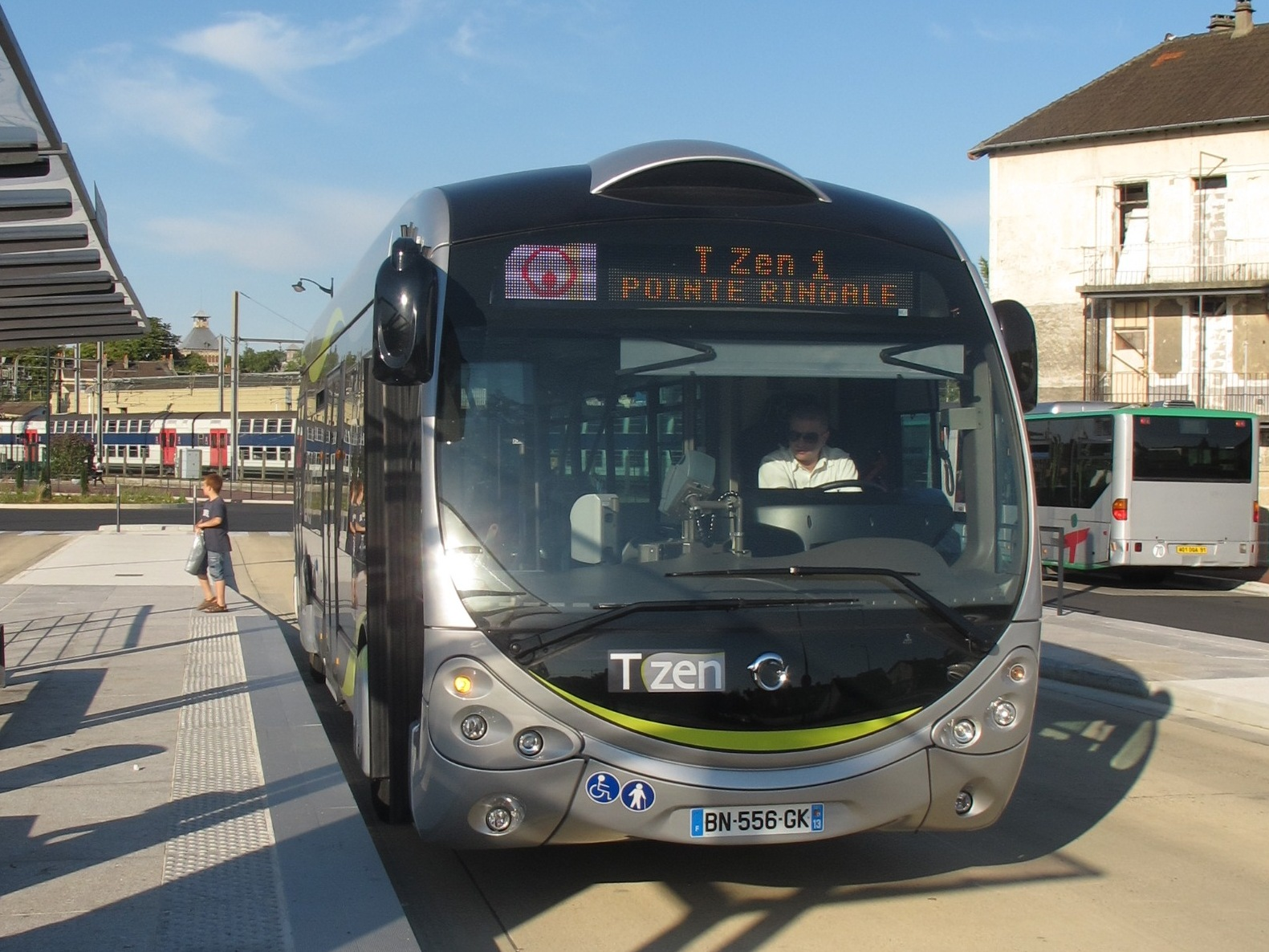
Een T Zen-bus van lijn 1 op station Corbeil-Essonnes

#### T Zen 1
Deze lijn verbindt, sinds 4 juli 2011, de RER D-stations Lieusaint - Moissy en Evry. De lijn dient de ville Nouvelle Senart, de stedelijke centra van Senart en Corbeil- Essonnes en de bedrijventerreinen Greenparc en Levant. De lijn wordt elke dag geëxploiteerd, met dertien voertuigen van het type Crealis Neo 12. In de eerste maanden worden 6000 passagiers per dag verwacht, een aantal dat naar verwachting zal verdubbelen als alle projecten voor stedelijke ontwikkeling die gepland zijn langs de lijn, zijn gerealiseerd.

### Gepland

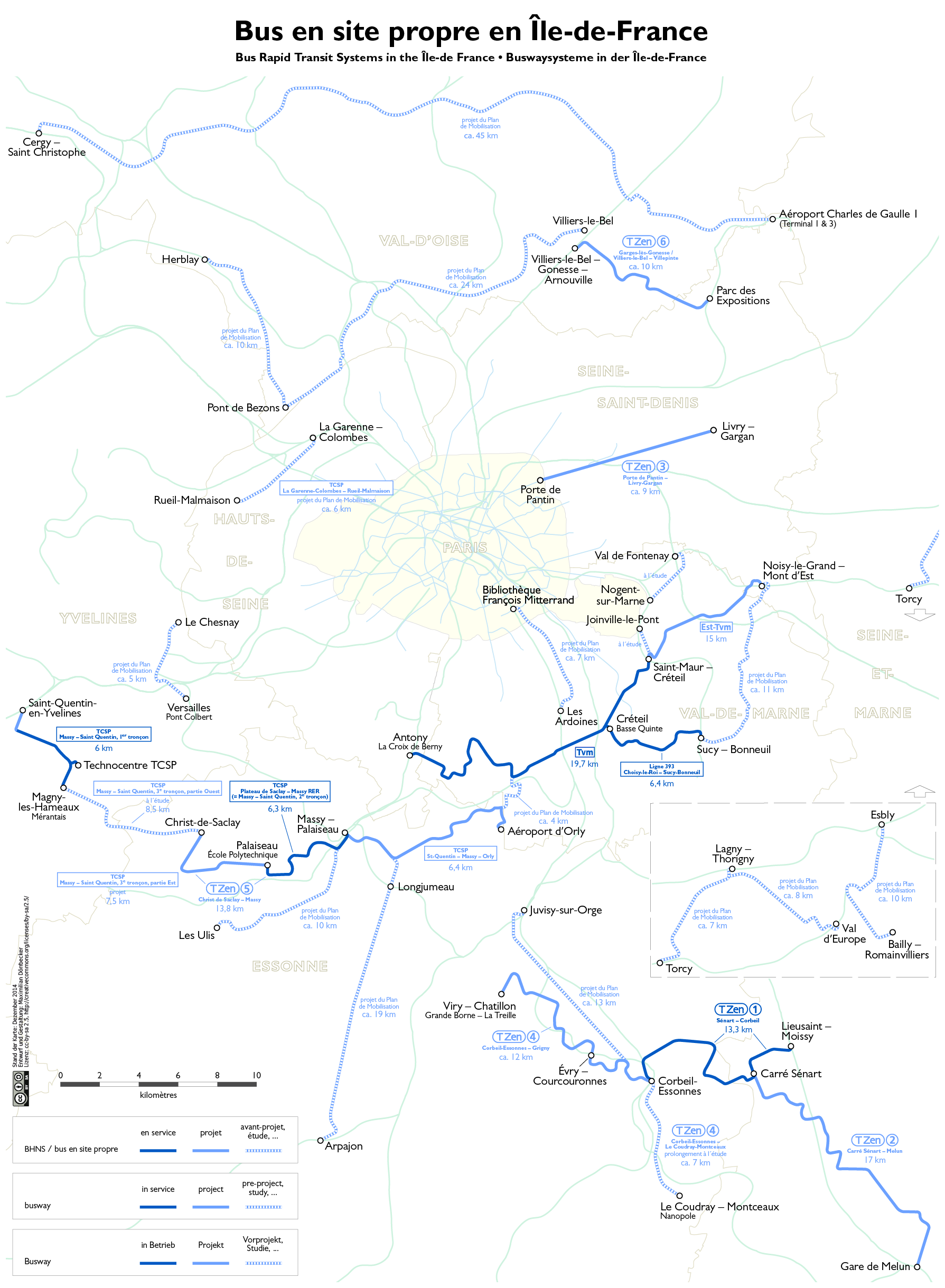
Het toekomstige HOV-netwerk in Île-de-France, inclusief de T Zen-lijnen

#### T Zen 2
Deze lijn, die naar verwachting in 2017 geopend wordt, loopt tussen Sénart en Melun. De lijn vervangt de huidige Citalien, een HOV-buslijn over bestaande wegen. Deze lijn zal zorgen voor een betere ontsluiting van de RER-stations Melun en Savigny-le-Temple, en zal er ook voor zorgen dat er extra voetgangers- en fietsroutes gecreëerd worden, doordat deze tegelijk met de busbaan aangelegd zullen worden.

#### T Zen 3
Deze lijn, die naar verwachting in 2015 geopend wordt, loopt tussen Parijs (Porte de Pantin of Jules Ladoumègue) en Livry-Gargan (halte Gargan aan Tramlijn 4). Deze lijn is bedoeld om de nu overbelaste RN 3 over dezelfde route te ontlasten, hetgeen een belangrijk doel is voor het departement Seine-Saint-Denis.

#### T Zen 4
Deze lijn loopt tussen Grigny en Corbeil-Essonnes, waar een overstap geboden wordt op T Zen lijn 1. Deze lijn is bedoeld om de nu overbelaste buslijn 402 te ontlasten.

#### T Zen 5
Deze lijn loopt tussen station Bibliothèque François Mitterrand en Station Choisy-le-Roi via station Les Ardoines. De lijn is bedoeld als een alternatief voor de RER C, en verbetert de overstap op Tramlijn 3.

#### Andere projecten
Daarnaast zijn er nog 16 lijnen in studie:

Negen lijnen die bestudeerd worden
- Aulnay-sous-Bois - Tremblay-en-France;
- Chelles-Gournay - Nogent-sur-Marne;
- La Croix de Berny - Saint-Maur-Créteil;
- Le Chesnay - Versailles;
- Magny-les-Hameaux - Saint-Quentin-en-Yvelines;
- Orly - Pompadour - Sucy-Bonneuil;
- Rueil-Malmaison - Nanterre/La Défense;
- Saint-Cloud - Boulogne-Billancourt;
- Sucy-Bonneuil - Noisy-le-Grand-Mont d'Est.

Zeven regio's die bestudeerd worden
- Cergy-Préfecture
- Mantes-la-Jolie
- Meaux
- Parc des Expositions - Roissy CDG
- Saint-Quentin-en-Yvelines
- Sartrouville - Argenteuil - Épinay-sur-Seine
- Val d'Europe - Marne-la-Vallée Chessy - Spoorlijn Paris-Meaux

## Tarifering en financiering

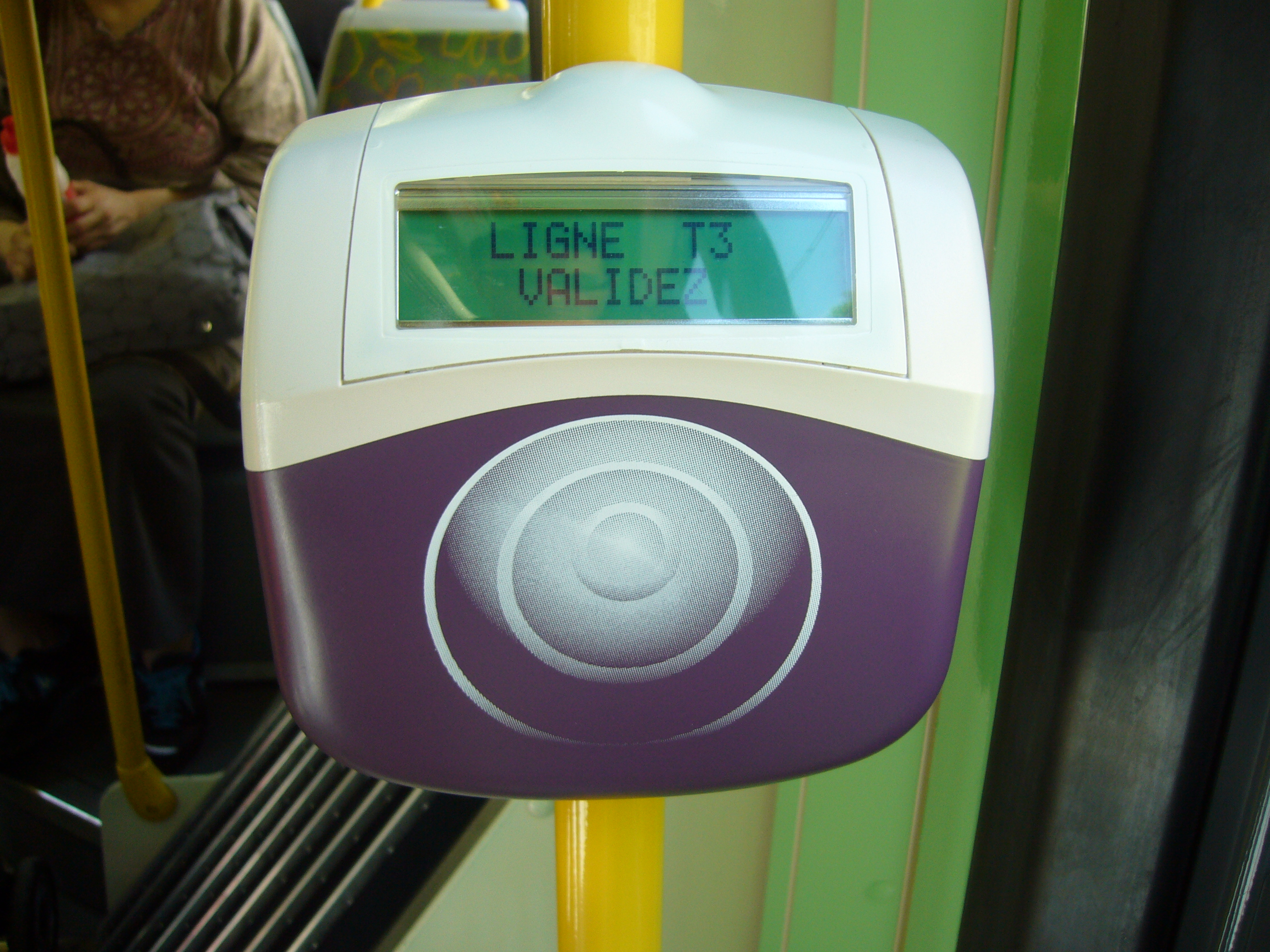
Kaartlezer voor Passe Navigo-kaarten, zoals aanwezig in trams en bussen.

De tarifering bij T Zen is hetzelfde als bij alle andere buslijnen, en op de verschillende lijnen zijn ook dezelfde abonnementen geldig. Het Ticket t+ is het eenvoudigste vervoersbewijs van Île-de-France. Het is geldig voor bij de RER binnen Parijs, in de metro, in trams en in bussen van de RATP of van OPTILE. Het wordt in losse vorm en in sets van 10 stuks verkocht en biedt de mogelijkheid om binnen 90 minuten onbeperkt tussen bus en tram over te stappen. Het is echter niet mogelijk over te stappen tussen metro of RER enerzijds en bus of tram anderzijds, of tussen een metrolijn en de Funiculaire de Montmartre. Er zijn ook verschillende abonnementen te koop.
De kosten voor de exploitatie van de lijnen (onderhoud, materieel en personeelskosten) zijn de verantwoordelijkheid van de exploitant. Echter de inkomsten van de vervoersbewijzen zijn lang niet voldoende om de kosten voor de exploitatie te dekken. Het verschil tussen deze twee wordt gecompenseerd door middel van subsidies, verleend door de vervoersautoriteit STIF, die deze betaalt van vervoersbelastingen voor bedrijven.